# خوان فرانسيسكو جيرو
خوان فرانسيسكو جيرو (بالإسبانية: Juan Francisco Giró) (و. 1791 – 1863 م) هو سياسي من الأوروغواي ولد في مونتيفيديو.